# ویزای EB-2
ویزای EB-2 دسته‌بندی اولویت دوم برای مهاجرت و اقامت دائم بر مبنای اشتغال در ایالات متحده آمریکا است. این ویزا به واسطه قانون مهاجرت سال ۱۹۹۰ ایجاد شده‌است.این گروه شامل «اعضای حرفه‌های دارای مدرک تحصیلی پیشرفته یا معادل آن» و «افرادی است که به دلیل توانایی استثنایی در علوم، هنرها یا تجارت به طور چشمگیری به اقتصاد ملی، منافع فرهنگی یا آموزشی ایالات متحده سود می‌رسانند» 
اکثریت متقاضیان این ویزا بر خلاف ویزای EB-1 می‌بایست دارای پیشنهاد از کارفرما باشند.

## معیارها
سه زیر مجموعه EB-2 وجود دارد:
- مدارک پیشرفته: مدرک کارشناسی ارشد به بالا
- توانایی خاص در هنر، علم و تجارت
- توانایی خاص برا منافع ملی آمریکا (معافیت از کارفرما)

## پیوند بیرون
- وبگاه رسمی اداره مهاجرت ایالات متحده آمریکا درباره ویزای EB-2